# Chaetomium crispatum
Chaetomium crispatum är en svampart som först beskrevs av Karl Wilhelm Gottlieb Leopold Fuckel, och fick sitt nu gällande namn av Karl Wilhelm Gottlieb Leopold Fuckel 1870. Chaetomium crispatum ingår i släktet Chaetomium och familjen Chaetomiaceae.  Arten är reproducerande i Sverige. Inga underarter finns listade i Catalogue of Life.